# Camping (film, 2006)
Pour les articles homonymes, voir Camping (homonymie).
Série Camping
Camping 2
(2010)
Pour plus de détails, voir Fiche technique et Distribution.
Camping est une comédie française réalisée par Fabien Onteniente, sortie en 2006.
C'est le premier volet de la série de films Camping.

## Synopsis
Michel Saint-Josse, chirurgien esthétique à Paris, part pour passer ses vacances dans un palace à Marbella avec sa fille Vanessa. Ils partent à bord de son Aston Martin, semblable à celle de James Bond, qu'il a achetée à une vente aux enchères à Londres.
Le 1er août de chaque année, plusieurs familles se retrouvent au camping des Flots Bleus, au Pyla-sur-Mer, près d'Arcachon, sur la côte atlantique. Barbecues, tongs, pastis, rencontres de volley font partie des bagages des campeurs. Des envies d'évasion au Shogun (la discothèque locale) se font pressantes. Une fois encore, ces retrouvailles auraient pu être agréables si cette année n'accumulait pas les imprévus.
Les Pic n'ont plus leur emplacement 17 à cause d'une erreur du tout nouvel équipement informatique, la femme de Patrick Chirac tarde à arriver et les Gatineau, de plus en plus en froids, vont finir par faire tente à part.
La voiture de Michel tombe en panne près du camping. Pris sous l'aile de Patrick et sans autre solution d'hébergement, il est obligé de cohabiter dans sa tente et de vivre quelques jours dans cette ambiance qu'il ne connaît pas et qu'il méprise. Au milieu des merguez, des couverts en plastique, du thon à la catalane, des douches collectives, du Benco et des courses de canards, sa fille semble prendre beaucoup de plaisir à ces vacances imprévues.
Le film nous montre aussi le couple de Sophie et Paulo qui s’effondre, José Mendez qui ne parvient pas à réparer la voiture de Michel, Vanessa qui ne veut pas partir du camping car elle s'y plaît, et Jacky qui essaye de convaincre les Hollandais Cornélius et Cornélia de changer d'emplacement.
Cette dernière accouchera d'un enfant nommé Jacky à la fin du film sous la pluie orageuse, les mégaphones qui explosent et les tentes qui volent.

## Fiche technique
- Titre : Camping
- Réalisation : Fabien Onteniente
- Scénario : Fabien Onteniente, Emmanuel Booz, Philippe Guillard, Franck Dubosc
- Musique : Frédéric Botton
- Décors : Jean-Marc Kerdelhué et Marie-Laure Valla
- Costumes : Jacqueline Bouchard
- Photographie : Jérôme Robert
- Montage : Vincent Tabaillon et Nicole Saunier
- Direction artistique : Arnaud Le Roch
- Production : Patrick Godeau et Françoise Galfré
- Sociétés de production : Alicéléo, Pathé, France 2 Cinéma, France 3 Cinéma, Canal+, CinéCinéma
- Société de distribution : Pathé Distribution
- Budget : 14 230 000 €
- Pays de production :  France
- Langue originale : français
- Genre : comédie
- Format : couleur — 2.35:1 — Dolby Digital
- Durée : 95 minutes
- Date de sortie :
  - France : 26 avril 2006

## Distribution
- Gérard Lanvin : Michel Saint-Josse, chirurgien esthétique, vit à Paris
- Mathilde Seigner : Sophie Gatineau née Cabrol-Duchesne, épouse de Paul, vient de Nantes
- Franck Dubosc : Patrick Chirac, habitué du camping, séducteur, époux infidèle, ouvrier au chômage, originaire de Dijon
- Claude Brasseur : Jacky Pic, retraité, habite Melun, habitué du camping depuis 30 ans, « abonné » à l'emplacement 17
- Mylène Demongeot : Laurette Pic, la femme de Jacky
- Antoine Duléry : Paul « Paulo » Gatineau, le mari de Sophie, droguiste
- Laurent Olmedo : Gaby, le « 37 », vient de Saint-Pierre-des-Corps (près de Tours)
- Frédérique Bel : Christy Bergougnoux, la petite amie du « 37 », originaire de Châteauroux
- Christine Citti : Madame Marie-José Chatel, la directrice du camping
- Armonie Sanders : Vanessa Saint-Josse, la fille ado de Michel
- Béatrice Costantini : Madame De Brantes, la patiente de Michel aux seins refaits
- Timothé Bosch : Agustin, le touriste argentin
- Michael Hofland : Cornelius Van Den Roye, le campeur hollandais
- Ida Techer : Cornelia Van Den Roye, la campeuse hollandaise qui accouche d'un petit Jacky
- François Levantal : Boyer, nudiste, volleyeur des « Tout nus »
- Abbes Zahmani : José Mendez, le garagiste portugais[Note 1], ami et ancien copilote d'Ari Vatanen
- Edéa Darcque : Sidy Mendez, sa femme sénégalaise rencontrée lors du « Dakar »
- Chaka Ressiga : Ari Mendez, le fils des Mendez qui travaille au garage avec son père
- Eliott Parillaud : Sébastien Gatineau, le fils de Paul et de Sophie
- Charlie Barde : Aurélie Gatineau, la fille de Paul et de Sophie
- Maxime Labet : Manu, ami d'Aurélie et petit copain de Vanessa
- Hakim Taleb : Nordine, un copain d'Aurélie
- Teddy Beaudoin : un copain d'Aurélie
- Raphaël Goldman : un copain d'Aurélie
- Nadine Girard : une Canadienne
- Charlène Limoges : une Canadienne
- Noémie Elbaz-Kapler : Jessica, la réceptionniste du camping
- Dominique Orsolle : Madame Ballot, une patiente de Michel
- Dominique Régnier : la secrétaire de la clinique de Michel Saint-Josse
- Emmanuelle Galabru : Séverine, une femme que Patrick a draguée et qui la délaisse au Shogun
- Olivier Doran : l'animateur du Shogun
- Frédéric Bonnet : un campeur que Michel surnomme Alain Delon et qui ne part pas tant que Michel ne lui répond pas "merci" après lui avoir souhaité un bon appétit.
- Emmanuel Booz : le maître d'hôtel de la Coquille
- Geneviève Geulin : Mamie Bigoudis
- Camille Herbert : une infirmière de l'hôpital où est soigné Mendez
- Hubert Laugier : un campeur
- Franck Loizeau : campeur gagette
- Sophie Nollet : une femme naturiste
- Perrine Blondel : une fétarde
- Jean-Pierre Bonnaudin : un "Tout nu"
- Thierry Descamps : un "Tout nu"
- Christophe Favre : un "Tout nu"
- Éric Mouget : un "Tout nu"
- Patrick Soyer : un "Tout nu"
- Xavier Stevignon : un "Tout nu"

L'orchestre du bal du Camping
- Patrick Bourgoin au saxophone
- Paul-Jean Borowsky au clavier et au chant
- Yves Sanna à la batterie
- Amélie de Gaillard aux chœurs
- Bob Brault à la basse
- Patrick Dietsch à la guitare et au chant
- Céline Caretti aux chœurs
- Gérard Moulévrier aux chœurs

Dans leurs propres rôles
- Ari Vatanen
- Bernard Montiel

## Production

### Choix des interprètes
- Le rôle de Jacky Pic a été initialement écrit pour Jacques Villeret[1] (à qui le film est dédié). Claude Brasseur a dit avoir joué le rôle en pensant à lui[1] et a demandé à l'équipe de dédier le film à la mémoire de l'acteur disparu. D'autre part, Brasseur a affirmé qu'il n'a pas eu à se forcer pour faire le beauf[réf. nécessaire].

### Lieux de tournage
Voici les lieux du tournage :
| Gironde (33 - France) Arcachon Arès (camping La Canadienne) Pyla-sur-Mer (camping de la Dune) (scènes au « camping des Flots Bleus ») La Teste de Buch (scènes de plage et scène sur le banc d'Arguin) Landes (40 - France) Biscarrosse (scènes de plage, discothèque Le Sun et camping Le Vivier) | Oise (60 - France) Nanteuil-le-Haudouin (à côté de la gare) Ermenonville (extérieurs garage) Ermenonville (garage) Paris (75 - France) : VIIe arrondissement (début du film, scène entre Saint-Josse et sa fille) XVe arrondissement (générique du début, droguerie « Gatineau ») XVIIIe arrondissement (scène d'intérieur de discothèque ) |

La plupart des scènes de ce film ont été tournées en Gironde dans un vrai camping, adapté pour l'occasion, le camping de la Dune, au Pyla-sur-Mer sur la commune de La Teste de Buch, dans une région touristique proche du bassin d'Arcachon. Les scènes tournées dans les garages et leurs abords l'ont été dans d'authentiques petits garages à Nanteuil-le-Haudouin et à Ermenonville (Oise). Le point de vue de l'emplacement 17 de Jacky Pic est tourné dans le parking de la plage du Petit Nice située au sud de la dune du Pilat. Les scènes de ping-pong et de la course des canards sont filmées au camping La Canadienne à Arès.

## Musique
Sauf indication contraire, les informations mentionnées dans cette section peuvent être confirmées par le générique de fin de l'œuvre audiovisuelle présentée ici, ainsi que par la base de données cinématographiques IMDb,  présente dans la section « Liens externes ».
- Dolce vita par Ryan Paris de 1983 (générique du début).
- Madame par Claude Barzotti de 1981.
- Le Rital (1983) de Claude Barzotti.
- Un été coquelicot.
- La marche des tongs.
- Roll Over Beethoven (1956) de Chuck Berry (Mendez allongé sur son chariot de visite de mécanicien circule à toute allure dans son garage et s'active sous la voiture de Michel).
- La Belle Vie de Sacha Distel.
- Amor, amor, amor de Julio Iglesias.
- Nuit de folie (1988) de Début de soirée.
- Daddy Cool (1976) de Boney M. (Patrick danse dessus au camping).
- Happy birthday to you de Patty Hill et Mildred J. Hill.
- Substation.
- Disco Revue.
- Le chat (La chatte à la voisine).
- Summer Moon.
- La Salsa du démon (1980) par le Grand Orchestre du Splendid.
- California Girls par David Lee Roth de 1985.
- Lady Lay (1974) de Pierre Groscolas (musique dans la discothèque Shogun).
- Depuis l'année dernière de Joe Dassin (Patrick déprimé, allongé sur son matelas dans sa tente, écoute cette chanson sur son autoradio).

### Bande originale
Musiques non mentionnées dans le générique (seulement de courts échantillons utilisés)
- Living on Video (1983) de Trans-X.
- Ding Dong Song (2004) de Günther.
- Baila morena (2001) de Zucchero.
- Les Démons de minuit (1986) du groupe Images.
- Come On Eileen (1982) de Dexys Midnight Runners.
- Il est vraiment phénoménal (1997) de Phenomenal Club.
- The Grease Megamix.
- You're the First, the Last, My Everything (1974) de Barry White.
- El Bimbo (1974) de Bimbo Jet.
- Les Sunlights des tropiques (1985) de Gilbert Montagné.
- Samba de Janeiro (1997) de Bellini.
- Miss Camping (1996) de Boris.
- L'Apérobic (1983) du groupe Les Charlots.
- L'Amour à la plage (1986) du groupe Niagara.

## Accueil

### Accueil critique
En France, le site Allociné propose une note moyenne de 2,3⁄5 à partir de l'interprétation de critiques provenant de 27 titres de presse.

### Box-office
| Pays ou région | Box-office        | Date d'arrêt du box-office | Nombre de semaines |
| -------------- | ----------------- | -------------------------- | ------------------ |
| France         | 5 491 412 entrées | 6 septembre 2006           | 19                 |

## Distinctions

### Récompenses
- NRJ Ciné Awards 2006 :
  - Meilleur film « qui fait rire »
  - Meilleure réplique pour Franck Dubosc

### Nominations
- Festival du film de Hambourg 2006 : Prix du public pour Fabien Onteniente

## Analyse
Si ce film dresse une caricature des campings français que l'on peut trouver grossière, il défend également une certaine idée de la simplicité. C'est au milieu de gens simples que le bourgeois Saint-Josse s'humanise et c'est finalement dans ce camping que sa fille passe ses meilleures vacances plutôt que dans les habituels hôtels de luxe.

## Autour du film
- Même si le film est initialement inspiré d'un sketch de Franck Dubosc, les scénaristes n'ont pas pris le sketch comme point de départ pour l'écriture du script[1].
- Franck Dubosc reprend le rôle de beauf dragueur qu'il interprétait dans ses sketches. Il est particulièrement impliqué dans le film, à la fois en tant qu'acteur et en tant que scénariste, y mettant beaucoup de ses souvenirs car il a fait du camping jusqu'à l'âge de 36 ans[8].
- Le Camping de la Dune a bénéficié de l'effet « Camping » du film, triplant son chiffre d'affaires de 2004 à 2008, vendant des produits dérivés du film (T-shirts, sacs) et attirant un défilé de touristes qui font des photos souvenirs du portique d’entrée qui a gardé le nom des « Flots Bleus »[9]. Mi-juillet 2022, la forêt au pied de la Dune est dévastée par un incendie important, déclaré le 12 juillet à la suite de l'incendie d'un véhicule[10]. Lors de cette catastrophe, ce sont 5 campings qui ont été dévastés, donnant lieux à des évacuations en urgence des vacanciers, dont le Camping de la Dune.
- L'expression « c'est du grand Mendez » vient d'une réplique caractérisant le travail du garagiste.
- La voiture de Saint-Josse, qu'il décrit comme étant « la voiture de James Bond » est en réalité une Aston Martin DB6, alors que la voiture de Bond est une DB5.

### Suites
Le film donne lieu à deux suites :
- Camping 2, film tourné principalement durant l'été 2009 et sorti en France le 21 avril 2010.
- Camping 3 sorti en France le 29 juin 2016.